# موستلاريا

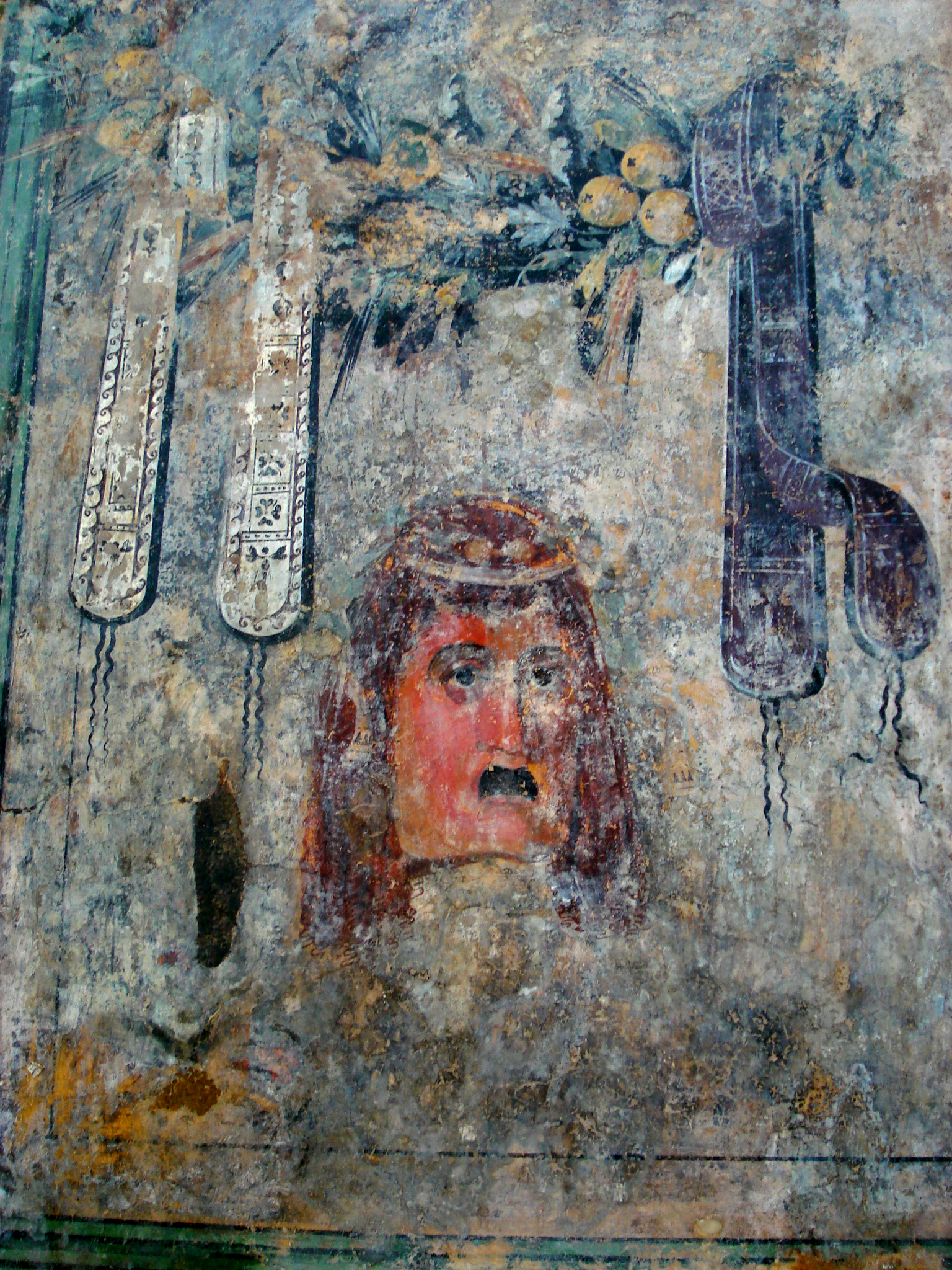

موستلاريا هي مسرحية من خمسة فصول للمؤلف المسرحي الروماني بلاوتوس، وموستلاريا هي كلمة لاتينية ومعناها منزل الأشباح. والمسرحية هي مسرحية كوميدية ذات حبكة تقليدية بسيطة. وتقع أحداث المسرحية في مدينة أثينا في شارع أما منزل ثيوبروبيديس ومنزل سيمو. ويعتقد أن المسرحية قد كُتبت خلال الفترة بين عامي 200 ق.م. حتى 193 ق.م.

## أصل المسرحية
المسرحية مقتبسة عن مسرحية يونانية تُسمى "فازما" باللاتينية ومعناها "الشبح"، وفي الماضي لم يكن النقاد متأكدون من هوية كاتب فازما؛ فمنهم من كان يقول أن الشاعر غير معروف، وهناك من كان يقول بأنه ربما يكون الكاتب هو مناندروس أو فيلميون، ولكن في نهاية الأمر أجمعت الآراء على أن كاتب "فازما" هو فيلميون. أما المسرحية التي يُعتقد أن بلاوستوس اقتبسها عن فيلميون فهي مسرحية "ثلاث قطع من النقود" أو "ترينوموس" باللاتينية".

## الشخصيات

### الشخصيات الرئيسة
- ثيوبروبيديس - تاجر أثيني
- فيلولاخيس - ابن ثيوبروبيديس
- ترانيو - عبد يملكه ثيوبروبيديس
- فيليماتيوم - عاهرة اعتقها فيلولاخيس
- كاليداماتيس - صديق فيلولاخيس
- سيمو - جار ثيوبروبيديس
- ميسارجيريديس - مرابٍ

### شخصيات ثانوية
- جروميو - عبد ريفي يملكه ثيوبروبيديس
- اسفايريو - عبد يملكه ثيوبروبيديس
- سكافا - خادمة فيليماتيوم
- ديلفيوم - خليلة كاليداماتيس

## دلالة أسماء الشخصيات
أخذ الكتاب اليونانيون من الكوميديا الأرستوفانية تقليد جعل أسماء شخصياتهم ذات دلالة مؤثرة، وأخذ الرومانيون ذلك التقليد عن اليونانيين، والأمر ليس مختلف بالنسبة لمسرحية «موستلاريا» حيث أعطى بلاستوس شخصياته أسماء معبرة، ومن ذلك:
1. ترانيو يعني العبد الذي يتدخل فيما لا يعنيه وهذا يتفق مع شخصيته.
2. جروميو يعني الريفي وهو أيضًا يتفق مع طبيعته.
3. فيلولاخيس يعني الشخص الذي يرضى بما يرسله إليه القدر.

## ملخص المسرحية
تدور المسرحية حول شاب يُدعى فيلولاخيس يستمتع بوقته في الفترة التي يسافر فيها والده لاتمام بعض الأعمال. وقد اقترض فيلولاخيس الكثير من النقود من أجل عتق جارية يحبها. وفي يوم من الأيام في أثناء حفلة يقيمها في منزله مع الكثير من الأصدقاء، يقاطع العبد ترانيو اللهو ويعلن أن والد فيلولاخيس قد عاد من سفره فجأة وقد غادر المرفأ وهو الآن في طريقه للمنزل وقد يصل في أية لحظة، فدب الزعر بين فيلولاخيس ورفقائه، ولكن لحسن الحظ خطرت لترانيو فكرة وأسرع بإدخال فيلولاخيس وأصدقاؤه إلى داخل المنزل وأغلق الباب. ووصل الأب، فالتقاه ترانيو وحياه باحترام وادعى أن دخول المنزل شيء خطير لأنه مسكون بالأشباح.
ولسوءالحظ جاء المرابي في تلك اللحظة ليسترد نقوده من فيلولاخيس، ولكن ترانيو وجد حلًا بسرعة وهو أن يدعي أن فيلولاخيس اقترض المال من أجل شراء المنزل المجاور، وقال ترانيو هذا بالفعل، ولكن كادت الأمور أن تزداد سوءً عندما اجتمع والد فيلولاخيس بالمالك الأصلي للمنزل، ولكن لحسن الحظ تمكن ترانيو من إخفاء إخفاء الحقيقة لفترة قصيرة. وفي النهاية ينكشف كذب ترانيو، ولكي يهرب ترانيو من العقاب الذي سيُنزل به، قفز ترانيو فوق مذبح. وتتنهي المسرحية نهاية سعيدة عندما يعرض صديق من أصدقاء والد فيلولاخيس أن يسدد الدين، فسامح الوالد ابنه وترانيو أيضًا.